# ترابط (فيزياء)
في الفيزياء، تُعرف الأنظمة التي تتفاعل مع بعضها البعض بالأنظمة المترابطة. في الميكانيكا الكلاسيكية، يتمثل هذا الترابط في اتصال نظامين متذبذبين ببعضهما بطريقة أو بأخرى، مثل بندولين متصلين ببعضهما بواسطة زنبرك. يؤثر الاتصال في نمط التذبذب الخاص بكل من النظامين. وفي فيزياء الجسيمات، يُقال عن جسيمين أنهما مترابطان إذا كانا متصلين ببعضهما بواسطة إحدى القوى الأساسية الأربعة.

## في ميكانيكا الموجات

### هزاز توافقي مترابط
يُقال عن موجتين أنهما مترابطتان إذا استطاعتا أن تبعثا الطاقة المختزنة بهما إلى بعضهما البعض. يحدث ذلك في العادة عندما تنطوي الموجات على عنصر مشترك. ومن بين الأمثلة على ذلك: بندولان متصلان ببعضهما بواسطة زنبرك. إذا كان هذان البندولان متطابقين فإن المعادلات التي تصف حركتهما مُعطاة كالآتي:
{\displaystyle m{\ddot {x}}=-mg{\frac {x}{l_{1}}}-k(x-y)}
{\displaystyle m{\ddot {y}}=-mg{\frac {y}{l_{2}}}+k(x-y)}
تمثل هاتان المعادلتان حركة توافقية بسيطة مُضافًا إليها معامل ترابط متمثل في الزنبرك. قد نلاحظ هذا السلوك أيضًا في عدة جزيئات معينة (مثل ثاني أكسيد الكربون وجزيء الماء)، حيث تتذبذب فيها ذرتان حول ذرة مركزية بطريقة مشابهة.

### دوائر الرنين المترابطة
يمكن تشبيه سلوك الشحنة الكهربية المتأرجحة بين المكثف والمستحث في دائرة الرنين (دائرة كهربية تتكون من مستحث ومكثف) بسلوك الهزاز التوافقي البسيط. وبالمثل يُقال عن دائرتي رنين أنهما مترابطتان عندما يؤثر الفيض المغناطيسي الناتج عن أحد المستحثات في إحدى دوائر الرنين على معامل الحث الخاص بمستحث آخر في دائرة رنين أخرى غير متصلة بالدائرة الأولى. يعبر المعامل k عن درجة ترابط الدائرتان، وهو مُعطى بالعلاقة الآتية:
{\displaystyle {\frac {M}{\sqrt {L_{p}L_{s}}}}=k}
حيث M هو معامل الحث المتبادل للدائرتين.  Lp وLs هما معاملا الحث الذاتي للدائرة الأولية والدائرة الثانوية على الترتيب. يتساوى المعامل k مع الواحد الصحيح (أي أن {\displaystyle M={\sqrt {L_{p}L_{s}}}}) عندما تتشابك خطوط الفيض المغناطيسي الصادرة من المستحث الأولي مع جميع خطوط المستحث الثانوي. ولكن من ناحية عملية، دائمًا ما يتسرب جزء من الفيض المغناطيسي إلى خارج النظام، ولذلك فإن معظم الأنظمة الواقعية تترابط ببعضها بطريقة غير مثالية.

## في الكيمياء

### ترابط مغزلي
يقع الترابط المغزلي عندما يؤثر المجال المغناطيسي الخاص بذرة مفردة على المجال المغناطيسي الخاص بذرة أخرى مجاورة. وهي ظاهرة شائعة جدًا في التصوير بالرنين المغناطيسي النووي. إذ نلاحظ ظهور قمتين فقط في طيف الرنين المغناطيسي في حالة عدم ترابط الذرات، وهما تمثلان جميع الذرات المفردة. أما في حالة ترابط الذرات نلاحظ تكوّن ثلاثة قمم أوسطهن أكبر من الاثنتين الأخريان على جانبيها. تحدث هذه الظاهرة نتيجة لتذبذب اللفات المغزلية الخاصة بجميع الذرات المفردة آنيًا.

## في الفيزياء الفلكية
تخضع الأجسام المترابطة في الفضاء إلى تأثير الجاذبية المتبادل على كل منهم. على سبيل المثال، تُعد الأرض مترابطة جذبويًا مع كل من الشمس والقمر، إذ أنها تتأثر بالتأثير الجذبوي لكل منهما. يشيع ظهور الأنظمة الثنائية في الفضاء، وهي عبارة عن جسمين مقترنين ببعضهما بواسطة قوة الجاذبية. وبالمثل قد تقترن الأجسام المتعددة ببعضها البعض آنيًا مثلما الحال في العناقيد النجمية والمجموعات المجرية. وتنشأ ظاهرة التنامي عندما تقترن الأجسام الصغيرة (مثل الغبار الكوني) ببعضها وتتراكم مع بعضها في جسم أكبر مع مرور الزمن. وتمثل تلك الظاهرة آلية مهمة في تكوين النجوم والكواكب.

## في البلازما
يُعطى ثابت ترابط البلازما بناتج قسمة متوسط طاقة تآثر كولوم الخاصة بها على متوسط طاقتها الحركية، أو بعبارة أخرى يعبر هذا الثابت عن شدة القوة الكهربية التي تجعل البلازما متماسكة. وبالتالي يمكن تصنيف البلازما إلى نوعين: بلازما ضعيفة الترابط، وبلازما قوية الترابط اعتمادًا على قيمة هذا الثابت. تُصنف معظم البلازما الكلاسيكية (مثل بلازما الهالة الشمسية) باعتبارها بلازما ضعيفة الترابط، بينما تُعد بلازما الأقزام البيضاء مثالًا على البلازما قوية الترابط.

## في ميكانيكا الكم
يمكن نمذجة نظامين كميين مترابطين باستخدام هاميلتونيان يتسم بالصيغة الآتية:
{\displaystyle {\hat {H}}={\hat {H}}_{a}+{\hat {H}}_{b}+{\hat {V}}_{ab}}
يتألف التعبير السابق من مجموع هاميلتونيان كل نظام بمفرده بالإضافة إلى معامل تآثر النظامين. يمكن الوصول إلى حل مضبوط للهاميلتونيان الخاص بمعظم الأنظمة البسيطة بمفردها، بينما تُستخدم نظرية الاضطراب في إيجاد معامل تآثر الأنظمة. إذا كانت الطاقة الكلية لكلى النظامين متشابهة فمن المحتمل أن يخضع النظام إلى تذبذب رابي.

### ترابط الزخم الزاوي
عندما تتآثر مؤثرات الزخم الزاوي الصادرة من مصدرين مستقلين، يُقال إن هذين المؤثرين مترابطين. على سبيل المثال، قد تكون مؤثرات الزخم الزاوي المقترنة بإلكترونين يدوران حول نواة واحدة مترابطة. ووفقًا لقانون حفظ الزخم الزاوي ونظرًا لطبيعة مؤثر الزخم الزاوي فإن الزخم الزاوي الكلي دائمًا ما يساوي مجموع مؤثرات الزخم الزاوي الخاصة بالإلكترونات بمفردها، أو بعبارة أخرى:
{\displaystyle \mathbf {J} =\mathbf {J_{1}} +\mathbf {J_{2}} }
يُعد التآثر المغزلي المداري (أو الترابط المغزلي المداري) حالة خاصة من ترابط الزخم الزاوي. وبعبارة أدق، ينطوي التآثر المغزلي المداري على التآثر بين اللف المغزلي المتأصل في الجسيم (S) وبين الزخم الزاوي المداري (L). علمًا بأن كلاهما يُعد شكلًا من أشكال الزخم الزاوي، فهما مؤثران محافظان. حتى وإن انتقلت الطاقة بين هذين الاثنين فلا بد من أن يظل زخم النظام الزاوي الكلي (J) ثابتًا:
{\displaystyle \mathbf {J} =\mathbf {L} +\mathbf {S} }

## فيزياء الجسيمات ونظرية الحقل الكمومي
يُقال عن الجسيمات المتآثرة ببعضها أنها مترابطة. يرجع سبب هذا التآثر إلى إحدى القوى الأساسية الأربعة، وفي العادة نعبر عن شدتها بواسطة ثابت ترابط عديم الأبعاد. يُعرف هذا الثابت في الكهروديناميكا الكمية بثابت البناء الدقيق (α)، وهو يساوي 1/137 على وجه التقريب. أما في الكروموديناميكا الكمية تتغير قيمة هذا الثابت تبعًا لتغير المسافة بين الجسيمات. تُعرف تلك الخاصية بالحرية المتقاربة. تُنعت القوى التي تتميز بمعامل ترابط أكبر من الواحد بأنها قوية الترابط، بينما تُنعت القوى التي تتميز بمعامل ترابط أصغر من الواحد بأنها ضعيفة الترابط.